# Luis Juan Chuquihuara Chil

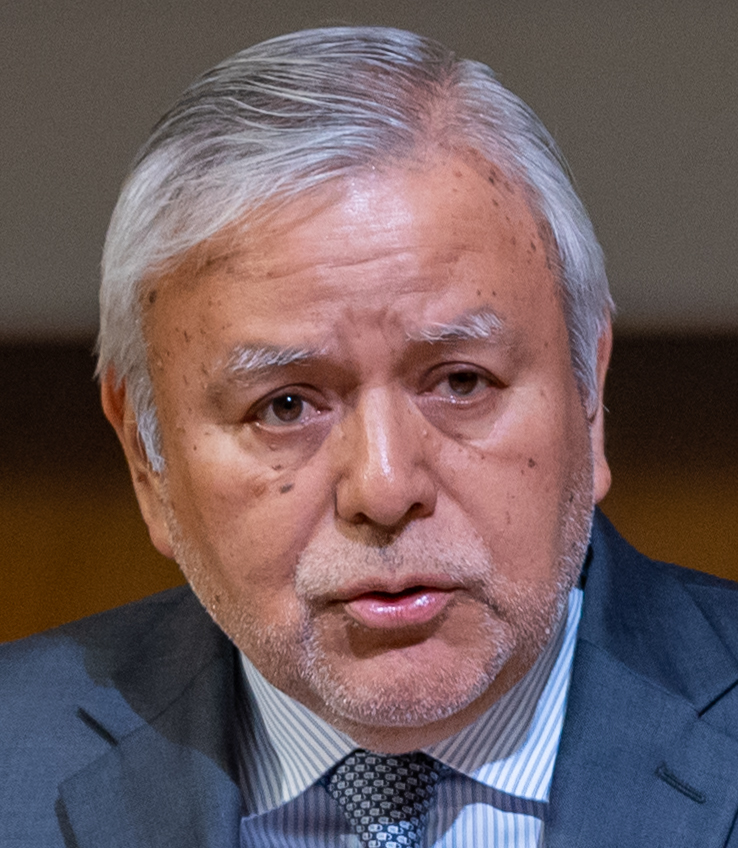
Luis Juan Chuquihuara Chil, 2023

Luis Juan Chuquihuara Chil (* 10. November 1953 in Lima) ist ein peruanischer Diplomat im Ruhestand.

## Karriere
Chil trat 1989 in den auswärtigen Dienst ein. Zunächst war er von 1981 bis 1982 Leiter der Abteilung Lateinamerika im Außenministerium und von 1983 bis 1988 Delegierter Perus beim Rat der Kupferexportierenden Staaten CIPEC, dann fungierte er von 1983 bis 1988 als Delegierter Perus im Pariser Club und von 1983 bis 1989 als Gesandtschaftssekretär in Paris.
1989 wurde er Leiter der Abteilung für Wirtschaftspolitik im Außenministerium und arbeitete von 1989 bis 1990 als Delegierter Perus bei der Wirtschaftskommission für Lateinamerika – ECLAC und von 1989 bis 1990 als Delegierter bei der Organisation der Vereinten Nationen für industrielle Entwicklung – UNIDO. Ab 1990 war er Stellvertretender Direktor der Generaldirektion Koordinierung im Außenministerium.
Dann arbeitete er von 1991 bis 1992 wieder als Politischer Berater des Außenministers und von 1991 bis 1992 als Delegierter Perus in der Rio-Gruppe. 1995 wurde er Stellvertretender Direktor der Diplomatischen Akademie von Peru (bis 1996).
Von 1996 bis 2001 hatte er Exequatur als Generalkonsul von Peru in London.
2001 beteiligte er sich an der Transferkommission der Regierung von Präsident Valentín Paniagua zu Präsident Alejandro Toledo und fungierte anschließend als Präsidialberater für internationale Angelegenheiten (bis 2002) und von 2002 bis 2003 als Stellvertretender Bürovorsteher des Präsidenten der Republik; von 2003 bis 2004 wieder als Generalsekretär der Präsidentschaft der Republik Peru.
Von 2005 bis 2007 war er Botschafter in Brüssel bei der EU-Kommission und gleichzeitig in Luxemburg.
2005 wurde er Präsident der Südamerikanischen Völkergemeinschaft in Brüssel und im selben Jahr ebenfalls Präsident der Andengemeinschaft der Nationen in Brüssel.
2006 leitete er als Präsident die Gruppierung von Lateinamerika und der Karibik im Dialog mit der Europäischen Union in Brüssel.
Von 2007 bis 2010 war er Botschafter in San Salvador, zeitgleich in Belize und ständiger Vertreter Perus im zentralamerikanischen Integrationssystem (SICA), in der Folge Berater für internationale Angelegenheiten der Exekutivpräsidentschaft der Nationalen Kommission für Entwicklung und Leben ohne Drogen – DEVIDA (bis 2010).
2010 leitete er das Beratungsbüro des Vorsitzes der Justiz und 2011 die Transferkommission der Regierung von Präsident Alan García zu Präsident Ollanta Humala.
Ebenfalls 2011 arbeitete er als Generalkoordinator des Amtes des gewählten Präsidenten Ollanta Humala und von 2011 bis 2012 war er wieder Büroleiter des Peruanischen Präsidenten Ollanta Humala.
Von 2013 wurde er Botschafter in Bern berufen mit Akkredition in Liechtenstein (bis 2016).
Vom 13. Februar 2016 bis 26. August 2016 war er Ständiger Vertreter Perus bei der OAS, Washington, USA.
Von 26. August 2016 bis 1. Juni 2018 hatte er Exequatur als Generalkonsul in Chicago.
| Vorgänger                        | Amt                                                                                                   | Nachfolger                                              |
| -------------------------------- | --- | ------------------------------------------------------- |
| José Antonio Arróspide del Busto | Peruanischer Botschafter bei der EU-Kommission in Brüssel 2005 bis 2007                               | Jorge Valdez Carrillo                                   |
| —                                | Peruanischer Botschafter in San Salvador 2007 bis 2010                                                | Florencia Miao-hung Hsie                                |
| Juan Carlos Gamarra Skeels       | Peruanischer Botschafter in Bern 2013 bis 2016                                                        | Thierry Roca-Rey Deladrier                              |
| Juan Jiménez Mayor               | Ständiger Vertreter Perus bei der Organisation Amerikanischer Staaten 13. Februar bis 26. August 2016 | Ana Rosa Valdivieso Santa María José Manuel Boza Orozco |